# My Dear Loser
My Dear Loser (tiếng Thái: รักไม่เอาถ่าน; RTGS: Rak Mai Ao Than) là một bộ phim truyền hình Thái Lan phát sóng năm 2017– 2018 được chia thành ba phần lần lượt là Edge of 17, Monster Romance và Happy Ever After.
Bộ phim được đạo diễn bởi Chatkaew Susiwa và sản xuất bởi GMMTV. Đây là một trong sáu dự án phim truyền hình cho năm 2017 được GMMTV giới thiệu tại sự kiện "6 Natures +" vào ngày 2 tháng 3 năm 2017. Phần đầu tiên Edge of 17 được phát sóng từ ngày 9 tháng 7 năm 2017 đến ngày 3 tháng 9 năm 2017, tiếp đến là Monster Romance (từ ngày 10 tháng 9 năm 2017 đến ngày 17 tháng 12 năm 2017) và Happy Ever After (từ ngày 24 tháng 12 năm 2017 đến ngày 11 tháng 3 năm 2018), vào lúc 20:30 (ICT), Chủ nhật trên GMM 25 và phát lại vào 22:30 (ICT) cùng ngày trên LINE TV.
Khi phần Monster Romance đang phát sóng, bộ phim đã bị hoãn chiếu một thời gian vì lệnh tạm dừng phát sóng các chương trình giải trí trong tháng 10 để chuẩn bị cho lễ hỏa táng hoàng gia của nhà Vua Thái Lan Bhumibol Adulyadej. Bộ phim được tiếp tục phát sóng vào ngày 5 tháng 11 năm 2017 và kết thúc vào ngày 11 tháng 3 năm 2018.

## Diễn viên
Dưới đây là dàn diễn viên của bộ phim:

### Diễn viên chính

#### Edge of 17
- Korapat Kirdpan (Nanon) vai Oh
- Ramida Jiranorraphat (Jane) vai Peach
- Wachirawit Ruangwiwat (Chimon) vai Sun
- Purim Rattanaruangwattana (Pluem) vai In
- Pronpiphat Pattanasettanon (Plustor) vai Copper
- Napasorn Weerayuttvilai (Puimek) vai Ainam

#### Monster Romance
- Thanat Lowkhunsombat (Lee) vai Pong
- Worranit Thawornwong (Mook) vai Namking

#### Happy Ever After
- Esther Supreeleela vai Korya
- Puttichai Kasetsin (Push) vai Ton

### Diễn viên phụ

Poster quảng bá của My Dear Loser: Monster Romance

#### Edge of 17
- Thanat Lowkhunsombat (Lee) vai Pong (Tập 4, 5, 6 & 9)
- Nachat Juntapun (Nicky) vai Jack (Tập 4, 5, 6 & 9)
- Harit Cheewagaroon (Sing) vai Jued (Tập 4, 5, 6 & 9)
- Achirawich Saliwattana (Gun) vai Ken
- Apichaya Saejung (Ciize) vai Moji
- Tipnaree Weerawatnodom (Namtan) vai On
- Paweenut Pangnakorn vai Jitra
- Benja Singkharawat (Yangyi) vai mẹ của Peach
- Sirinuch Petchurai (Koi) vai mẹ của Oh

#### Monster Romance
- Harit Cheewagaroon (Sing) vai Jued
- Tipnaree Weerawatnodom (Namtan) vai On
- Nachat Juntapun (Nicky) vai Jack
- Neen Suwanamas vai Emma
- Phakjira Kanrattanasoot (Nanan) vai Kris
- Chanagun Arpornsutinan (Gunsmile) vai Tae
- Vonthongchai Intarawat vai Pok, anh trai của Pong
- Panyawong Ornanong vai mẹ của Pong
- Puttichai Kasetsin (Push) vai Ton

#### Happy Ever After
- Niti Chaichitathorn (Pompam) vai Por
- Sivakorn Lertchuchot (Guy) vai Otto
- Alysaya Tsoi (Alice) vai Namo
- Paweenut Pangnakorn vai Jitra
- Gornpop Janjaroen vai Jeng
- Pongkool Suebsung vai Win

### Khách mời

Poster quảng bá của My Dear Loser: Happy Ever After

#### Happy Ever After
- Purim Rattanaruangwattana (Pluem) vai In (Tập 8 & 12)
- Wachirawit Ruangwiwat (Chimon) vai Sun (Tập 8 & 12)
- Korapat Kirdpan (Nanon) vai Oh (Tập 8 & 12)
- Thanaboon Wanlopsirinun (Na) (Tập 11)
- Worranit Thawornwong (Mook) vai Namking (Tập 12)
- Thanat Lowkhunsombat (Lee) vai Pong (Tập 12)
- Nachat Juntapun (Nicky) vai Jack (Tập 12)
- Harit Cheewagaroon (Sing) vai Jued (Tập 12)
- Tipnaree Weerawatnodom (Namtan) vai On (Tập 12)
- Ramida Jiranorraphat (Jane) vai Peach (Tập 12)
- Napasorn Weerayuttvilai (Puimek) vai Ainam (Tập 12)